# Мечиславка
Мечисла́вка — село в Благовіщенській громаді Голованівського району Кіровоградської області України. Населення становить 841 осіб. Колишній центр Мечиславської сільської ради.

## Економіка
- Молочно-товарна ферма[1]

## Населення
Згідно з переписом УРСР 1989 року чисельність наявного населення села становила 891 особа, з яких 377 чоловіків та 514 жінок.
За переписом населення України 2001 року в селі мешкало 840 осіб.

### Мова
Розподіл населення за рідною мовою за даними перепису 2001 року:
| Мова       | Відсоток |
| ---------- | -------- |
| українська | 98,34 %  |
| російська  | 1,19 %   |
| білоруська | 0,24 %   |
| гагаузька  | 0,12 %   |
| молдовська | 0,12 %   |

## Відомі люди
- В селі народився співак Михайло Поплавський, ректор КНУКіМ.